# Pervenstvo Futbol'noj Nacional'noj Ligi 2011-2012
La Pervenstvo Futbol'noj Nacional'noj Ligi 2011-2012, nota anche come PFN Ligi 2011-2012, fu la ventesima edizione della seconda serie del campionato russo di calcio. La stagione iniziò il 4 aprile 2011 e si concluse il 27 maggio 2012: per adattare il campionato russo alla maggior parte dei campionati UEFA, fu la prima volta nella storia del calcio russo in cui la stagione sia terminata in primavera. La competizione venne divisa in due fasi: la prima fase previde un normale girone da 20 squadre, nella seconda fase le prime otto classificate parteciparono a una poule per la promozione, mentre le altre giocarono una poule per stabilire le squadre destinate a retrocedere in Vtoroj divizion. Il Mordovija e l'Alanija Vladikavkaz vennero promosse in Prem'er-Liga. Capocannoniere del torneo fu l'attaccante del Mordovija Ruslan Muchametšin con 31 reti all'attivo.

## Stagione

### Novità
Dalla Pervyj divizion 2010 vennero promossi in Prem'er-Liga il Kuban' e il Volga Nižnij Novgorod, mentre vennero retrocessi in Vtoroj divizion la Dinamo San Pietroburgo, il Saljut Belgorod, il Rotor, l'Irtyš Omsk e l'Avangard Kursk. Dalla Prem'er-Liga vennero retrocessi l'Alanija Vladikavkaz e il Sibir', mentre dalla Vtoroj divizion vennero promossi la Torpedo Vladimir, la Torpedo Mosca, il Černomorec Novorossijsk, il Gazovik Orenburg e il Metallurg-Enisej, vincitori dei cinque gironi.
Prima dell'inizio del campionato il Krasnodar venne ammesso in Prem'er-Liga, di conseguenza venne ammesso in PFN Ligi il Fakel Voronež a completamento organico. Il Metallurg-Enisej cambiò denominazione in Enisej.

### Formula
Essendo una stagione di transizione della durata di 18 mesi, la formula della competizione venne variata e divisa in due fasi. Nella prima fase le venti squadre partecipanti si sono affrontate in un girone all'italiana con partite di andata e ritorno per un totale di 38 giornate. Al termine della prima fase, le prime otto classificate sono state ammesse a una poule per la promozione, mentre le altre dodici sono state ammesse a una poule per stabilire le retrocessioni. Le squadre portavano nella seconda fase i punti conquistati nel corso della prima fase. Nella poule per la promozione le prime due classificate vennero promosse direttamente in Prem'er-Liga, mentre la terza e la quarta affrontarono la tredicesima e la quattordicesima classificate in Prem'er-Liga in play-off promozione/retrocessione. Nella poule per la salvezza le ultime cinque classificate vennero retrocesse direttamente in Vtoroj divizion.

## Squadre partecipanti
| Squadra                 | Stagione | Città            | Stadio                  | Stagione precedente                                |
| ----------------------- | -------- | ---------------- | ----------------------- | -------------------------------------------------- |
| Alanija Vladikavkaz     | dettagli | Vladikavkaz      | Stadio Spartak          | 15º posto in Prem'er-Liga                          |
| Baltika                 | dettagli | Kaliningrad      | Stadio Baltika          | 15º posto in Pervyj divizion                       |
| Černomorec Novorossijsk | dettagli | Novorossijsk     | Stadio Centrale         | 1º posto nel girone sud di Vtoroj divizion         |
| Chimki                  | dettagli | Chimki           | Stadio Novye Chimki     | 13º posto in Pervyj divizion                       |
| Dinamo Brjansk          | dettagli | Brjansk          | Stadio Dinamo           | 14º posto in Pervyj divizion                       |
| Enisej                  | dettagli | Krasnojarsk      | Stadio Centrale         | 1º posto nel girone est di Vtoroj divizion         |
| Fakel Voronež           | dettagli | Voronež          | Stadio Centrale         | 4º posto nel girone centro di Vtoroj divizion      |
| Gazovik Orenburg        | dettagli | Orenburg         | Stadio Gazovik          | 1º posto nel girone Volga-Urali di Vtoroj divizion |
| KAMAZ                   | dettagli | Naberežnye Čelny | Stadio KAMAZ            | 4º posto in Pervyj divizion                        |
| Luč-Ėnergija            | dettagli | Vladivostok      | Stadio Dinamo           | 12º posto in Pervyj divizion                       |
| Mordovija               | dettagli | Saransk          | Stadio Start            | 6º posto in Pervyj divizion                        |
| Nižnij Novgorod         | dettagli | Nižnij Novgorod  | Stadio Severnyj         | 3º posto in Pervyj divizion                        |
| Sibir'                  | dettagli | Novosibirsk      | Stadio Spartak          | 16º posto in Prem'er-Liga                          |
| Šinnik                  | dettagli | Jaroslavl'       | Stadio Šinnik           | 10º posto in Pervyj divizion                       |
| SKA-Ėnergija            | dettagli | Chabarovsk       | Stadio Lenin            | 11º posto in Pervyj divizion                       |
| Torpedo Mosca           | dettagli | Mosca            | Stadio Ėduard Strel'cov | 1º posto nel girone centro di Vtoroj divizion      |
| Torpedo Vladimir        | dettagli | Vladimir         | Stadio Torpedo          | 1º posto nel girone ovest di Vtoroj divizion       |
| Ural                    | dettagli | Ekaterinburg     | Stadio Uralmaš          | 7º posto in Pervyj divizion                        |
| Volgar'-Gazprom         | dettagli | Astrachan'       | Stadio Centrale         | 9º posto in Pervyj divizion                        |
| Žemčužina-Soči          | dettagli | Soči             | Stadio Centrale         | 8º posto in Pervyj divizion                        |

## Prima fase

### Classifica finale
|  | Pos. | Squadra                 | Pt | G  | V  | N  | P  | GF | GS | DR  |
|  | ---- | ----------------------- | -- | -- | -- | -- | -- | -- | -- | --- |
|  | 1.   | Alanija Vladikavkaz     | 73 | 38 | 21 | 10 | 7  | 50 | 24 | +26 |
|  | 2.   | Mordovija               | 73 | 38 | 21 | 10 | 7  | 64 | 44 | +20 |
|  | 3.   | Šinnik                  | 69 | 38 | 21 | 6  | 11 | 61 | 42 | +19 |
|  | 4.   | Nižnij Novgorod         | 68 | 38 | 21 | 5  | 12 | 53 | 40 | +13 |
|  | 5.   | Sibir'                  | 61 | 38 | 16 | 13 | 9  | 61 | 39 | +22 |
|  | 6.   | Dinamo Brjansk          | 60 | 38 | 17 | 9  | 12 | 48 | 40 | +8  |
|  | 7.   | Torpedo Mosca           | 60 | 38 | 16 | 12 | 10 | 50 | 30 | +20 |
|  | 8.   | Ural                    | 60 | 38 | 15 | 15 | 8  | 51 | 35 | +16 |
|  | 9.   | KAMAZ                   | 59 | 38 | 17 | 8  | 13 | 48 | 36 | +12 |
|  | 10.  | Enisej                  | 53 | 38 | 14 | 11 | 13 | 45 | 43 | +2  |
|  | 11.  | Chimki                  | 48 | 38 | 13 | 9  | 16 | 47 | 61 | -14 |
|  | 12.  | Volgar'-Gazprom         | 47 | 38 | 12 | 11 | 15 | 36 | 49 | -13 |
|  | 13.  | SKA-Ėnergija            | 47 | 38 | 12 | 11 | 15 | 46 | 57 | -11 |
|  | 14.  | Torpedo Vladimir        | 43 | 38 | 12 | 7  | 19 | 45 | 61 | -16 |
|  | 15.  | Luč-Ėnergija            | 42 | 38 | 9  | 15 | 14 | 30 | 32 | -2  |
|  | 16.  | Černomorec Novorossijsk | 41 | 38 | 11 | 8  | 19 | 32 | 36 | -4  |
|  | 17.  | Baltika                 | 41 | 38 | 9  | 14 | 15 | 31 | 45 | -14 |
|  | 18.  | Gazovik Orenburg        | 38 | 38 | 8  | 14 | 16 | 40 | 48 | -8  |
|  | 19.  | Fakel Voronež           | 30 | 38 | 6  | 12 | 20 | 26 | 46 | -20 |
|  | 20.  | Žemčužina-Soči          | 26 | 38 | 8  | 2  | 28 | 22 | 81 | -59 |

Legenda:
      Ammesse alla poule per la promozione.
      Ammessa alla poule per la salvezza.
      Esclusa dal campionato.
Note:
Tre punti a vittoria, uno a pareggio, zero a sconfitta.
Il Žemčužina-Soči venne escluso dal campionato per problemi finanziari.

### Risultati
|                         | Ala  | Mor  | Šin  | NiN  | Sib  | DiB  | ToM  | Ura  | KAM  | Eni  | Chi  | VoG  | SKĖ  | ToV  | Luč  | Čer  | Bal  | Gaz  | Fak  | Žem  |
| ----------------------- | ---- | ---- | ---- | ---- | ---- | ---- | ---- | ---- | ---- | ---- | ---- | ---- | ---- | ---- | ---- | ---- | ---- | ---- | ---- | ---- |
| Alanija                 | –––– | 4-0  | 0-1  | 1-0  | 1-1  | 2-1  | 1-3  | 1-0  | 2-0  | 4-0  | 1-1  | 2-0  | 3-1  | 1-0  | 1-0  | 1-1  | 2-0  | 0-0  | 1-0  | 3-0  |
| Mordovija               | 1-2  | –––– | 0-0  | 3-1  | 1-0  | 3-2  | 2-0  | 4-2  | 1-0  | 2-3  | 2-1  | 3-4  | 2-1  | 4-0  | 1-1  | 2-1  | 3-1  | 3-1  | 3-2  | 2-1  |
| Šinnik                  | 2-2  | 0-1  | –––– | 4-1  | 3-3  | 5-0  | 0-4  | 1-2  | 3-2  | 2-0  | 4-1  | 3-0  | 1-2  | 2-0  | 0-0  | 1-0  | 0-3  | 2-1  | 1-0  | 3-0  |
| Nižnij Novgorod         | 0-3  | 1-1  | 3-2  | –––– | 2-1  | 0-1  | 1-0  | 1-5  | 1-2  | 0-1  | 2-0  | 2-1  | 2-0  | 2-0  | 4-1  | 1-0  | 1-0  | 2-1  | 3-1  | 3-0  |
| Sibir'                  | 3-0  | 2-1  | 1-0  | 1-1  | –––– | 4-1  | 2-0  | 0-0  | 1-1  | 0-1  | 2-1  | 5-1  | 2-2  | 2-1  | 2-2  | 0-0  | 3-0  | 1-0  | 1-2  | 2-1  |
| Dinamo Brjansk          | 1-0  | 4-1  | 0-1  | 3-2  | 1-1  | –––– | 0-3  | 0-0  | 1-0  | 2-1  | 4-2  | 0-0  | 0-2  | 0-2  | 1-1  | 1-0  | 2-0  | 1-1  | 0-1  | 3-0  |
| Torpedo Mosca           | 0-0  | 1-1  | 1-0  | 0-1  | 1-1  | 1-0  | –––– | 0-1  | 2-0  | 1-2  | 3-1  | 0-0  | 2-1  | 1-1  | 1-0  | 0-1  | 4-0  | 1-1  | 2-0  | 2-1  |
| Ural                    | 0-0  | 0-0  | 0-2  | 2-0  | 3-2  | 0-0  | 2-1  | –––– | 2-3  | 0-0  | 5-2  | 0-0  | 2-0  | 3-2  | 1-1  | 1-0  | 3-0  | 1-1  | 1-1  | 1-3  |
| KAMAZ                   | 2-0  | 1-2  | 1-2  | 0-2  | 1-1  | 1-0  | 3-2  | 0-1  | –––– | 2-0  | 1-1  | 1-0  | 0-0  | 3-0  | 2-0  | 3-1  | 0-0  | 1-3  | 3-1  | 1-0  |
| Enisej                  | 0-0  | 2-0  | 2-1  | 2-0  | 1-1  | 0-1  | 1-1  | 1-1  | 1-1  | –––– | 0-2  | 0-0  | 3-0  | 1-2  | 2-1  | 0-1  | 0-0  | 0-2  | 1-1  | 4-2  |
| Chimki                  | 0-2  | 0-6  | 2-0  | 1-2  | 1-3  | 0-0  | 2-2  | 3-1  | 0-3  | 1-0  | –––– | 1-1  | 2-1  | 3-1  | 1-0  | 2-1  | 1-1  | 2-1  | 2-0  | 3-0  |
| Volgar'-Gazprom         | 3-0  | 0-1  | 1-1  | 0-3  | 1-0  | 1-5  | 0-0  | 0-3  | 0-2  | 1-0  | 1-0  | –––– | 2-0  | 3-1  | 0-0  | 2-2  | 2-2  | 1-3  | 2-0  | 3-0  |
| SKA-Ėnergija            | 1-1  | 4-4  | 0-0  | 1-1  | 1-2  | 0-2  | 0-1  | 1-1  | 1-1  | 4-3  | 1-0  | 1-1  | –––– | 2-0  | 0-5  | 1-0  | 1-1  | 2-1  | 1-0  | 3-1  |
| Torpedo Vladimir        | 0-3  | 1-2  | 1-2  | 1-3  | 3-2  | 1-3  | 3-1  | 1-0  | 3-2  | 0-2  | 3-3  | 2-0  | 3-1  | –––– | 1-1  | 0-2  | 1-1  | 0-0  | 1-0  | 3-0  |
| Luč-Ėnergija            | 0-1  | 0-0  | 2-1  | 0-0  | 1-0  | 0-2  | 0-2  | 1-1  | 0-1  | 0-0  | 0-0  | 0-1  | 2-0  | 0-1  | –––– | 1-0  | 0-0  | 2-1  | 0-0  | 0-1  |
| Černomorec Novorossijsk | 0-1  | 0-1  | 2-3  | 0-1  | 1-1  | 2-1  | 0-0  | 1-0  | 1-0  | 1-1  | 1-1  | 3-0  | 2-1  | 0-0  | 0-2  | –––– | 1-2  | 2-0  | 1-0  | 0-1  |
| Baltika                 | 0-2  | 0-0  | 0-1  | 0-2  | 0-1  | 0-0  | 0-3  | 2-2  | 0-1  | 2-1  | 4-1  | 1-0  | 0-1  | 1-3  | 2-0  | 1-0  | –––– | 0-0  | 0-0  | 0-0  |
| Gazovik Orenburg        | 1-0  | 1-1  | 1-2  | 0-2  | 2-1  | 0-0  | 1-1  | 0-1  | 0-0  | 3-4  | 1-2  | 1-3  | 2-3  | 1-1  | 0-0  | 2-1  | 1-1  | –––– | 2-1  | 0-2  |
| Fakel Voronež           | 1-1  | 0-0  | 1-2  | 0-0  | 0-3  | 0-1  | 0-0  | 0-0  | 1-0  | 1-2  | 0-1  | 0-1  | 2-2  | 2-1  | 1-3  | 1-0  | 2-3  | 1-1  | –––– | 3-0  |
| Žemčužina-Soči          | 0-1  | 0-3  | 2-3  | 1-0  | 0-3  | 2-4  | 0-3  | 0-3  | 0-3  | 0-3  | 1-0  | 1-0  | 0-3  | 2-1  | 0-3  | 0-3  | 0-3  | 0-3  | 0-0  | –––– |

## Poule per la promozione

### Classifica finale
|  | Pos. | Squadra             | Pt  | G  | V  | N  | P  | GF | GS | DR  |
|  | ---- | ------------------- | --- | -- | -- | -- | -- | -- | -- | --- |
|  | 1.   | Mordovija           | 100 | 52 | 29 | 13 | 10 | 91 | 56 | +35 |
|  | 2.   | Alanija Vladikavkaz | 97  | 52 | 28 | 13 | 11 | 66 | 39 | +27 |
|  | 3.   | Nižnij Novgorod     | 94  | 52 | 29 | 7  | 16 | 76 | 58 | +18 |
|  | 4.   | Šinnik              | 85  | 52 | 25 | 10 | 17 | 70 | 56 | +14 |
|  | 5.   | Dinamo Brjansk      | 78  | 52 | 22 | 12 | 18 | 62 | 57 | +5  |
|  | 6.   | Ural                | 78  | 52 | 19 | 21 | 12 | 71 | 52 | +19 |
|  | 7.   | Sibir'              | 76  | 52 | 19 | 19 | 14 | 76 | 57 | +19 |
|  | 8.   | Torpedo Mosca       | 68  | 52 | 17 | 17 | 18 | 63 | 53 | +10 |

Legenda:
      Promossa in Prem'er-Liga 2012-2013.
 Ammessa agli spareggi promozione/retrocessione.
Note:
Tre punti a vittoria, uno a pareggio, zero a sconfitta.
La Dinamo Brjansk non si è successivamente iscritto alla PFN Ligi.

### Risultati
|                 | Mor  | Ala  | NiN  | Šin  | DiB  | Ura  | Sib  | ToM  |
| --------------- | ---- | ---- | ---- | ---- | ---- | ---- | ---- | ---- |
| Mordovija       | –––– | 2-0  | 3-1  | 2-0  | 3-1  | 2-2  | 0-2  | 2-0  |
| Alanija         | 2-4  | –––– | 1-0  | 0-0  | 2-0  | 1-2  | 1-1  | 1-0  |
| Nižnij Novgorod | 0-2  | 2-0  | –––– | 1-0  | 3-1  | 1-1  | 4-3  | 3-2  |
| Šinnik          | 0-2  | 0-1  | 1-1  | –––– | 0-2  | 2-1  | 1-2  | 1-0  |
| Dinamo Brjansk  | 1-0  | 1-2  | 1-2  | 0-1  | –––– | 2-1  | 1-0  | 1-1  |
| Ural            | 1-1  | 2-2  | 0-2  | 0-1  | 0-0  | –––– | 1-1  | 2-0  |
| Sibir'          | 2-1  | 1-2  | 0-3  | 1-1  | 0-0  | 0-1  | –––– | 1-1  |
| Torpedo Mosca   | 0-0  | 0-1  | 3-0  | 1-1  | 2-3  | 2-6  | 1-1  | –––– |

### Spareggi promozione-retrocessione
|                       | Risultati |                       | Luogo e data                    |
| --------------------- | --------- | --------------------- | ------------------------------- |
| Rostov                | 3 - 0     | Šinnik                | Rostov sul Don, 18 maggio 2012  |
| Šinnik                | 0 - 1     | Rostov                | Jaroslavl', 22 maggio 2012      |
|                       |           |                       |                                 |
| Volga Nižnij Novgorod | 2 - 1     | Nižnij Novgorod       | Nižnij Novgorod, 18 maggio 2012 |
| Nižnij Novgorod       | 0 - 0     | Volga Nižnij Novgorod | Nižnij Novgorod, 22 maggio 2012 |
|                       |           |                       |                                 |

## Poule per la salvezza

### Classifica finale
|  | Pos. | Squadra                 | Pt | G  | V  | N  | P  | GF | GS | DR  |
|  | ---- | ----------------------- | -- | -- | -- | -- | -- | -- | -- | --- |
|  | 9.   | KAMAZ                   | 67 | 48 | 19 | 10 | 19 | 53 | 46 | +7  |
|  | 10.  | Enisej                  | 66 | 48 | 17 | 15 | 16 | 53 | 53 | 0   |
|  | 11.  | SKA-Ėnergija            | 62 | 48 | 16 | 14 | 18 | 57 | 66 | -9  |
|  | 12.  | Torpedo Vladimir        | 61 | 48 | 17 | 10 | 21 | 62 | 73 | -11 |
|  | 13.  | Chimki                  | 59 | 48 | 16 | 11 | 21 | 54 | 74 | -20 |
|  | 14.  | Volgar'-Gazprom         | 59 | 48 | 15 | 14 | 19 | 44 | 57 | -13 |
|  | 15.  | Baltika                 | 59 | 48 | 14 | 17 | 17 | 42 | 54 | -12 |
|  | 16.  | Gazovik Orenburg        | 59 | 48 | 14 | 17 | 17 | 54 | 52 | +2  |
|  | 17.  | Luč-Ėnergija            | 54 | 48 | 11 | 21 | 16 | 37 | 39 | -2  |
|  | 18.  | Černomorec Novorossijsk | 52 | 48 | 14 | 10 | 24 | 40 | 45 | -5  |
|  | 19.  | Fakel Voronež           | 40 | 48 | 9  | 13 | 26 | 34 | 59 | -25 |

Legenda:
      Retrocessa in Vtoroj divizion 2012-2013.
Note:
Tre punti a vittoria, uno a pareggio, zero a sconfitta.
Il KAMAZ e la Torpedo Vladimir non si sono successivamente iscritti alla PFN Ligi.

### Risultati
|                         | KAM  | Eni  | SKĖ  | ToV  | Chi  | VoG  | Bal  | Gaz  | Luč  | Čer  | Fak  |
| ----------------------- | ---- | ---- | ---- | ---- | ---- | ---- | ---- | ---- | ---- | ---- | ---- |
| KAMAZ                   | –––– | 2-1  |      | 0-1  |      |      | 0-1  |      | 0-0  |      | 2-0  |
| Enisej                  |      | –––– | 1-1  |      |      | 2-1  |      | 1-1  | 0-0  | 2-1  |      |
| SKA-Ėnergija            | 2-0  |      | –––– | 1-1  | 2-1  | 0-1  | 0-0  |      |      |      |      |
| Torpedo Vladimir        |      | 3-0  |      | –––– |      |      | 5-2  | 1-1  | 1-1  |      | 2-1  |
| Chimki                  | 1-0  | 0-0  |      | 0-2  | –––– |      | 1-1  |      |      |      | 1-3  |
| Volgar'-Gazprom         | 1-1  |      |      | 3-1  | 0-1  | –––– | 0-1  |      |      |      | 2-1  |
| Baltika                 |      | 0-1  |      |      |      |      | –––– | 2-1  | 1-1  | 1-0  | 2-0  |
| Gazovik Orenburg        | 2-0  |      | 1-0  |      | 3-0  | 1-0  |      | –––– |      | 2-0  |      |
| Luč-Ėnergija            |      |      | 1-2  |      | 1-2  | 0-0  |      | 0-0  | –––– | 2-1  |      |
| Černomorec Novorossijsk | 1-0  |      | 1-2  | 3-0  | 1-0  | 0-0  |      |      |      | –––– |      |
| Fakel Voronež           |      | 1-0  | 2-1  |      |      |      |      | 0-2  | 0-1  | 0-0  | –––– |

## Statistiche

### Classifica marcatori
| Gol |  |  | Giocatore          | Squadra          |
| --- |  |  | ------------------ | ---------------- |
| 31  |  |  | Ruslan Muchametšin | Mordovija        |
| 22  |  |  | Dmitrij Golubov    | Dinamo Brjansk   |
| 20  |  |  | Dmitrij Akimov     | Sibir'           |
| 16  |  |  | Maksim Astaf'ev    | Sibir'           |
| 15  |  |  | Kirill Pančenko    | Mordovija        |
| 14  |  |  | Artёm Delkin       | Torpedo Vladimir |
| 14  |  |  | Eldar Nizamutdinov | Šinnik           |